# Монтано, Бенито
Бенито Ариас Монтано (исп. Benito Arias Montano, лат. Benedictus Arias Montanus, 1527—1598) — испанский богослов, гуманист, книговед и гебраист. Известен как научный редактор «Библии Полиглотты».

## Биография
Обучался в Севилье медицине под руководством Педро Мехия и Хуана де Кейроса, однако больше его влекли поэзия, философия, языкознание и богословие. В 1548 году продолжил обучение в Алькала-де-Энарес, где освоил классические языки, арабский, иврит и сирийский язык. После принятия монашества занялся углублённым изучением Священного писания.
Получив репутацию учёного богослова, в 1562 году сопровождал епископа Сеговии дона Мартина Переса де Айяла на Тридентском соборе. После возвращения в Испанию был назначен капелланом короля Филиппа II. В 1568 году король отправил его в Антверпен к издателю Христофору Плантену надзирать за изданием Библии на шести языках, включая иврит и сирийский. Монтано написал к этому изданию множество научных статей, включая географию Палестины, и т. д.
После возвращения в Испанию в 1572 году, король назначил Монтано библиотекарем монастыря-дворца Эскориал. В этот период он создал множество оригинальных трудов, преимущественно на латыни, а также перевёл на латинский язык описание путешествия Вениамина Тудельского. В 1584 году был отправлен в отставку и удалился в Севилью.